# Nikolaos Zisis
Nikolaos „Nikos“ Zisis (griechisch Νικόλαος Ζήσης, * 16. August 1983 in Thessaloniki) ist ein ehemaliger griechischer Basketballspieler, der bei einer Körpergröße von 1,97 m auf der Position des Point Guards spielt.

## Karriere
Nikolaos Zisis begann seine Karriere 1996 in den Jugendabteilungen von AEK Athen. 1999 wechselte er in den Profikader und gewann 2001 mit seiner Mannschaft den Griechischen Pokal. In der darauffolgenden Saison erreichte Zisis mit AEK die Griechische Meisterschaft, obwohl seine Mannschaft in der Finalserie scheinbar hoffnungslos mit 0:2-Siegen zurücklag. 2005 wechselt Zisis zum italienischen Spitzenverein Benetton Treviso und gewann dort 2006 die italienische Meisterschaft und im Folgejahr den Pokal. Über Russland, Spanien und Türkei führte ihn sein Weg zur Saison 2015/16 auch nach Deutschland. Mit den Brose Baskets nahm er auch ein weiteres Mal an der EuroLeague teil. Am 4. März 2016 im Spiel gegen Žalgiris Kaunas erzielte Zisis 25 Punkte (persönlicher Bestwert in der Euroleague) diese reichten allerdings nicht aus, um die 73:75-Punkteniederlage in der Zwischenrunde zu verhindern. In der Folgesaison, im Spiel gegen den von Giorgos Bartzokas trainierten FC Barcelona, erreichte Zisis am 28. Oktober 2016 als erst zehnter Spieler in der Geschichte der Euroleague die Marke von 700 Assists. Im Februar 2017 verlängerte er seinen zum Ende der Saison auslaufenden Vertrag um weitere zwei Spielzeiten. Damit wurden aufkommende Gerüchte um eine mögliche Rückkehr nach Griechenland bereits vorzeitig im Keim erstickt. In der Sommerpause 2019 verließ er Bamberg. Er bestritt 151 Bundesligaspiele und 98 Europapokalspiele im Bamberger Hemd. Er gewann mit den Franken zweimal die deutsche Meisterschaft und zweimal den Pokalwettbewerb.

### Nationalmannschaft
Zisis, der 2002 mit der griechischen U21-Nationalmannschaft Europameister wurde, gab sein Debüt in der Herrenauswahl am 17. Juli 1998 bei einem Freundschaftsspiel gegen Italien, welches Griechenland mit 76:66 gewinnen konnte und bei dem Zisis auf 21 Punkte kam. 2004 nahm er an den Olympischen Spielen in Athen teil und errang nur ein Jahr später die Basketball-Europameisterschaft in Serbien. Bei der Basketball-Weltmeisterschaft 2006 erreichte Zisis mit Griechenland das Endspiel und gewann dort die Silbermedaille. Nach einem Ellenbogenschlag des Brasilianers Anderson Varejão, durch den er mehrere Knochenbrüche im Gesicht erlitt, hatte Zisis allerdings die K.O.-Runde des Turniers nicht bestreiten können.

## Erfolge
| - EuroLeague: 2008 - Saporta Cup: 2000 - Griechischer Meister: 2002 - Italienischer Meister: 2006, 2010, 2011, 2012 - Russischer Meister: 2008, 2009 - Deutscher Meister: 2016, 2017 | - Griechischer Pokal: 2001, 2020 - Italienischer Pokal: 2007, 2010, 2011, 2012 - Deutscher Pokal: 2017, 2019 - Italienischer Supercup: 2010 - BBL-Champions-Cup-Sieger: 2015 | - Europameister: 2005 - Vize-Weltmeister: 2006 - Bronze-Medaille bei der Europameisterschaft: 2009 - Stanković Cup: 2006 - U-20 Europameisterschaft: 2002 - U-16 Vize-Europameister: 1999 - Bronzemedaille bei der U-18 Europameisterschaft: 2000 - Silbermedaille bei den Mittelmeermeisterschaften: 2001 |

## Auszeichnungen
- Teilnahme am griechischen All Star Game: 2004, 2005
- MVP des Akropolis-Turniers: 2013
- FIBA Rookie of the Year 2005
- Teilnahme an Europameisterschaften: 2005, 2007, 2009, 2011, 2013, 2015
- Teilnahme an Weltmeisterschaften: 2006, 2010
- Teilnahme an Olympischen Spielen: 2008
- Teilnahme an der U-20 Europameisterschaft: 2002
- Teilnahme an der U-18 Europameisterschaft: 2000
- Teilnahme an der U-16 Europameisterschaft: 1999